# 真福寺 (仙台市)
真福寺（しんぷくじ）は、宮城県仙台市若林区土樋にある時宗の仏教寺院である。広沢山無量院と号す。広瀬川の左岸に位置する。13世紀に葛西領の登米郡で建てられ、伊達氏の支配下で岩出山に、ついで仙台へと移った。仙台にある2つの時宗寺院のうちの1つである。

## 歴史
明治9年（1876年）に真福寺が提出した書上は、正中2年（1325年）閏正月に時宗の僧安国上人が創立したとする。江戸時代の地誌『封内風土記』は、嘉暦元年（1326年）と伝え、同じく江戸時代の『仙台鹿の子』と『奥羽観蹟聞老志』は建武元年（1334年）の創建と記す。正確な年は不明だが、安国が3年間奥州をめぐって布教したことは確かで、年代的に不自然なところはない。
はじめ真福寺が立てられたのは登米郡にある葛西氏本拠地の城下であった。天正18年（1590年）の葛西氏滅亡とともに衰微したが、覚恵が岩出山城に新領主として入った伊達政宗に再興を願い、許されて岩出山に移転した。
江戸時代には、仙台藩の下で、同じ時宗の阿弥陀寺などとともに着座格という寺格に位置づけられた。着座格は、御一門格、御盃頂戴格に次ぐ。広い寺領や伽藍を持つ大寺院と肩を並べるものではないが、仙台領の中では由緒あるものとして尊重されたと言える。寺禄として121石を与えられた。真福寺は城下の南、姉歯横丁のつきあたり、広瀬川に面したところにあった。
境内に一つの仏堂があり、安国上人と子育明神を合わせ祀る。江戸時代の縁起によれば、小児の願いをたちどころにかなえ、乳が出ない母に乳が出るようになるという。明治時代に鎮守堂と名づけられた。その隣の安国堂には、安国上人の姿を刻んだ寄木造の木像が安置されている。安国自らが作ったという伝もあるが、室町時代の制作と推定される。1990年（平成2年）3月19日に仙台市の指定文化財になった。
明治時代に姉歯横丁を延長して愛宕橋が架けられ、真福寺の敷地は建物が西、墓地は東と分断された。寺禄を失った明治初めには、廃仏の風潮とあいまって著しく衰退し、諸建造物が失われた。明治の終わりになって龍善和尚のもとで復興を果たした。

## 文化財
- 木造安国上人坐像 - 仙台市指定有形文化財

寄木造、高さ80.7センチメートル。坐して合掌した姿である。